# Jesuíta Barbosa
Jesuíta Barbosa, właśc. José Jesuíta Barbosa Neto (ur. 26 czerwca 1991 w Salgueiro) – brazylijski aktor. 

## Życiorys
Urodził się w Salgueiro w stanie Pernambuco w Północno-Wschodniej Brazylii jako syn Elizabeth Miriam i José Jesuíty Barbosy Filho, szefa policji. Otrzymał imię po swoim ojcu i dziadku. W Salgueiro mieszkał do ósmego roku życia, a następnie przeprowadził się do Parnamirim. W wieku 10 lat odkrył zainteresowanie aktorstwem i przeniósł się do Fortalezy w Ceará, gdzie zaczął występować w szkolnych grupach teatralnych. Chociaż jego ojciec chciał, aby studiował prawo lub medycynę, zapisał się na kurs podstawowych zasad aktorstwa w Teatro José de Alencar. Później ukończył studia z tytułem licencjata w szkole teatralnej w Federalnym Instytucie w Ceará.  
Jego debiutem był film krótkometrażowy O Melhor Amigo (2013). Swoją pierwszą nagrodę dla najlepszego aktora zdobył podczas Festival do Rio 2013 za rolę w filmie Tatuagem. Innymi filmami, w których grał to: Serra Pelada (2013), Praia do Futuro (2014), Jonas e a Baleia (2014), Trash (2014).
Wystąpił również w produkcjach telewizyjnych: Amores Roubados, Serra Pelada - A Saga do Ouro (serial wyprodukowany przez TV Globo na podstawie filmu fabularnego o tym samym tytule), O Rebu oraz Sete Vidas.

## Filmografia

### Telewizja
| Rok  | Tytuł                | Rola                                 |
| ---- | -------------------- | ------------------------------------ |
| 2014 | Amores Roubados      | Fortunato Dias                       |
| 2014 | Serra Pelada         | Navalhada                            |
| 2014 | O Rebu               | Alain                                |
| 2015 | Sete Vidas           | João Miguel Oliveira Sanches (młody) |
| 2016 | Ligações Perigosas   | Felipe Danceny                       |
| 2016 | Justiça              | Vicente Menezes                      |
| 2016 | Nada Será Como Antes | Davi                                 |
| 2016 | Fim do Mundo         | Cristiano                            |

### Filmy
| Rok  | Tytuł                            | Rola                     |
| ---- | -------------------------------- | ------------------------ |
| 2013 | O Melhor Amigo                   | Lucas                    |
| 2013 | Cine Holliúdy                    |                          |
| 2013 | Serra Pelada                     | Navalhada                |
| 2013 | Tatuagem                         | Soldado Araújo "Fininha" |
| 2014 | Praia do Futuro                  | Ayrton                   |
| 2014 | Trash                            | Turk                     |
| 2016 | Reza a Lenda                     | Pica-Pau                 |
| 2016 | Jonas                            | Jonas                    |
| 2017 | Wielki Mistyczny Cyrk            | Celavi                   |
| 2017 | Malasartes e o Duelo com a Morte | Pedro Malasartes         |

### Teatr
| Rok  | Tytuł                                    | Uwagi  |
| ---- | ---------------------------------------- | ------ |
| 2008 | Cabaré da Dama (jako Monnique Frazão)    | [ 10 ] |
| 2009 | Corpos Aprisionados                      | [ 10 ] |
| 2009 | Deserdados                               | [ 10 ] |
| 2010 | O Mistério da Cascata                    | [ 10 ] |
| 2010 | O Pagador de Promessas                   | [ 10 ] |
|      | Rimprovisando (Cia. Teatro do Improviso) | [ 10 ] |
| 2011 | A Cigarra e a Formiga                    | [ 10 ] |
| 2011 | Borboleta Acorrentada                    | [ 10 ] |
| 2012 | Uma Flor de Dama                         | [ 10 ] |
|      | O Fabuloso Catador de Histórias          | [ 10 ] |

## Nagrody i nominacje
| Rok  | Nagroda                                 | Kategoria                    | Film                   | Wynik     |
| ---- | --------------------------------------- | ---------------------------- | ---------------------- | --------- |
| 2013 | Festival de Cinema do Rio               | Najlepszy aktor              | Tatuagem               | Nagroda   |
| 2014 | Grande Prêmio do Cinema Brasileiro      | Najlepszy aktor              | Tatuagem               | Nominacja |
| 2014 | Festival de Cinema de Língua Portuguesa | Najlepszy aktor              | Tatuagem               | Nagroda   |
| 2014 | Melhores do Ano                         | Odkrycie                     | O Rebu                 | Nominacja |
| 2014 | Prêmio Quem de Televisão                | Odkrycie                     | O Rebu                 | Nominacja |
| 2014 | Prêmio Extra de Televisão               | Odkrycie                     | Amores Roubados        | Nominacja |
| 2014 | Troféu APCA                             | Najlepszy aktor              | Amores Roubados        | Nominacja |
| 2014 | Prêmio F5                               | Odkrycie                     | Amores Roubados O Rebu | Nominacja |
| 2014 | Grande Prêmio do Cinema Brasileiro      | Najlepszy aktor drugoplanowy | Serra Pelada           | Nominacja |
| 2015 | Grande Prêmio do Cinema Brasileiro      | Najlepszy aktor drugoplanowy | Praia do Futuro        | Nagroda   |
| 2016 | Prêmio Extra de Televisão               | Najlepszy aktor              | Justiça                | Nominacja |
| 2016 | Melhores do Ano                         | Najlepszy aktor serialowy    | Justiça                | Nagroda   |
| 2016 | Prêmio Quem de Televisão                | Najlepszy aktor drugoplanowy | Justiça                | Nominacja |